# Perdita micheneri
Perdita micheneri är en biart som beskrevs av Timberlake 1956. Perdita micheneri ingår i släktet Perdita och familjen grävbin. Inga underarter finns listade i Catalogue of Life.